# أنجلينا جولي
أنجلينا جولي (بالإنجليزية: Angelina Jolie) وُلدت باسم أنجلينا جولي فويت في 4 يونيو 1975، هي ممثلة ومخرجة وناشطة إنسانية أمريكية. حصلت على العديد من الجوائز، من بينها جائزتا أوسكار، وجائزة توني، وثلاث جوائز غولدن غلوب، وقد سُمّيت الممثلة الأعلى أجرًا في هوليوود عدة مرات.
بدأت جولي مسيرتها الفنية في سن مبكرة إلى جانب والدها، جون فويت، في فيلم "البحث عن مخرج" عام 1982. غير أن انطلاقتها الحقيقية بدأت بعد عقد من ذلك في فيلم الخيال العلمي منخفض الميزانية "السايبورغ 2"، ثم حصلت على أول دور بطولة في فيلم "القراصنة". تألقت لاحقًا في أفلام تلفزيونية مثل "جورج والاس" و"جيا"، وفازت بجائزة الأوسكار لأفضل ممثلة مساعدة عن أدائها في فيلم "فتاة، قوطعت". وقد رسّخت مكانتها كنجمة سينمائية عالمية بعد تجسيدها لشخصية البطلة في فيلم "لارا كروفت: تومب رايدر".
واصلت جولي نجاحها من خلال أدوارها في أفلام الحركة مثل "السيد والسيدة سميث"، و"مطلوب"، و"الملح"، إلى جانب فيلم الفانتازيا "ماليفسنت" وتتمته الصادرة عام 2019. كما أدّت أصوات شخصيات في أفلام الرسوم المتحركة مثل "حكاية القرش" وسلسلة "كونغ فو باندا". ونالت الثناء على أدائها الدرامي في أفلام مثل "قلب عظيم"، و"المخطوفة" الذي رُشحت عنه لجائزة أوسكار لأفضل ممثلة، وأخيرًا "ماريا" (2024).
في مجال الإخراج، كتبت وأخرجت جولي عددًا من الأفلام ذات الطابع الحربي والدرامي، من أبرزها: "في أرض الدم والعسل"، و"غير قابل للكسر"، و"أولئك الذين قتلوا والدي"، و"بلا دم" (2024). كما أنتجت المسرحية الموسيقية "الغرباء" التي نالت جائزة توني لأفضل عرض موسيقي.
تُعرف أنجلينا جولي بنشاطها الإنساني الواسع، وتدعم قضايا مثل حماية البيئة والتعليم وحقوق المرأة، واشتهرت بدفاعها عن اللاجئين بصفتها مبعوثة خاصة للمفوضية السامية للأمم المتحدة لشؤون اللاجئين. وقد نفذت بعثات ميدانية إلى مخيمات اللاجئين ومناطق النزاع حول العالم. ونالت تكريمات عدة، من أبرزها جائزة جان هيرشولت الإنسانية، كما مُنحت لقب "سيدة فخرية" من وسام القديس ميخائيل والقديس جورج البريطاني.
تُعد جولي واحدة من أبرز الشخصيات تأثيرًا في صناعة الترفيه الأمريكية، وقد اختيرت مرارًا كـ"أجمل امرأة في العالم" من قبل وسائل إعلام مختلفة. حظيت حياتها الشخصية باهتمام واسع، بما في ذلك علاقاتها وحالتها الصحية. وهي مطلقة من الممثلين جوني لي ميلر، وبيلي بوب ثورنتون، وبراد بيت، ولديها ستة أبناء من الأخير.

## النشاة والحياة المبكرة
وُلدت أنجلينا جولي فويت في الرابع من يونيو عام 1975، في مستشفى سيدرز-سيناي بمدينة لوس أنجلوس، كاليفورنيا، لأسرة فنية؛ والدها الممثل جون فويت، ووالدتها الممثلة مارشيلين برتراند. وهي الشقيقة الكبرى للممثل جيمس هافن، وابنة شقيق كلّ من المغني تشيب تايلور، والعالِم المتخصص في الجيولوجيا والبراكين باري فويت. أما عراباها فهما الممثلان جاكلين بيسيت وماكسيميليان شيل.
تنحدر جولي من أصول ألمانية وسلوفاكية من جهة والدها، ومن أصول هولندية وفرنسية من جهة والدتها، ويُقال إنها من سلالة رئيس وزراء هولندا الأسبق فيم كوك. كما ادّعت جولي في وقت سابق أن لها أصولًا أمريكية أصلية (من قبائل الإيروكوا) عبر والدتها الكندية الفرنسية، غير أن والدها أنكر هذه الرواية، معتبرًا أنها محاولة لجعل والدتها تبدو أكثر "غرابة".
عقب انفصال والديها عام 1976، تولّت والدتها تربيتها وشقيقها، متخلّية عن مسيرتها الفنية من أجل أبنائها. نشأت جولي في كنف أمها على التعاليم الكاثوليكية، من غير التزام ديني صارم. تأثّرت منذ صغرها بالسينما، خصوصًا من خلال مشاهداتها المشتركة مع والدتها، ما أثار شغفها بالتمثيل أكثر من تأثرها بمسيرة والدها الفنية. وقد ظهرت لأول مرة على الشاشة في سن السابعة بدور صغير في فيلم والدها Lookin' to Get Out (1982).
في السادسة من عمرها، انتقلت العائلة إلى منطقة باليسيدز بولاية نيويورك، بصحبة شريك والدتها المخرج بيل داي، ثم عادت إلى لوس أنجلوس بعد خمس سنوات. قررت جولي بعدها احتراف التمثيل فالتحقت بمعهد لي ستراسبرغ للمسرح، حيث تلقت تدريبًا لمدة عامين وشاركت في عدة عروض مسرحية.
التحقت بمدرسة بيفرلي هيلز الثانوية، حيث شعرت بالاغتراب وسط أبناء العائلات الثرية، إذ كانت أوضاع والدتها المالية متواضعة نسبيًا. تعرّضت للتنمر بسبب نحافتها الشديدة، وارتدائها النظارات وتقويم الأسنان، ولم تلقَ محاولاتها الأولى في عرض الأزياء، بدفع من والدتها، أي نجاح يُذكر. لاحقًا، انتقلت إلى مدرسة بديلة تُدعى مورينو، وهناك تبنّت أسلوب حياة متمردًا، فكانت ترتدي الملابس السوداء بالكامل، وتشارك في الحفلات الصاخبة، وتمارس ألعابًا خطرة بالسكاكين مع شريكها العاطفي آنذاك.
في تلك الفترة، تخلّت عن دروس التمثيل وأبدت اهتمامًا بمجال تنظيم الجنازات، فبدأت دراسة التحنيط من خلال دورات بالمراسلة. وفي سن السادسة عشرة، وبعد انفصالها عن شريكها، أكملت دراستها الثانوية، واستأجرت شقة خاصة، ثم عادت لاحقًا إلى دراسة التمثيل. وفي تصريح لها عام 2004، وصفت تلك المرحلة بقولها: "ما زلت في أعماقي – وسأظل دومًا – مجرد فتاة بانك موشومة".
عانت جولي في سنوات مراهقتها من صعوبات في التواصل العاطفي، ولجأت إلى إيذاء النفس، موضّحة لاحقًا أن الألم الجسدي كان يمنحها نوعًا من التحرر أو الشعور بالحياة. كما عانت من الأرق واضطرابات الأكل، وبدأت تعاطي المخدرات، حيث اعترفت لاحقًا بأنها جرّبت معظم أنواعها، لا سيما الهيروين. مرّت بنوبات اكتئاب دفعتها إلى التفكير في الانتحار مرتين؛ الأولى في سن 19، والثانية في 22 حين حاولت استئجار قاتل مأجور لإنهاء حياتها. وفي الرابعة والعشرين من عمرها، تعرضت لانهيار عصبي نُقلت على إثره إلى جناح الطب النفسي بمركز UCLA الطبي لمدة 72 ساعة. إلا أن حياتها بدأت تستقر بعد تبنيها لطفلها الأول مادوكس، إذ صرّحت لاحقًا: "حين التزمت برعايته، أدركت أنني لن أؤذي نفسي مجددًا".
كانت علاقتها بوالدها جون فويت متوترة منذ الطفولة، إذ غادر العائلة وهي لا تزال رضيعة. وكانت لقاءاتهما لاحقًا متباعدة وتقتصر غالبًا على المناسبات الإعلامية. تصالحا مؤقتًا أثناء مشاركتهما في فيلم لارا كروفت: تومب رايدر (2001)، ثم ما لبثت العلاقة أن تدهورت مجددًا. في عام 2002، طلبت جولي من المحكمة إزالة لقب "فويت" من اسمها رسميًا، والاحتفاظ باسم "جولي" الذي استخدمته فنيًا لسنوات، وقد تم إقرار التغيير في 12 سبتمبر من ذلك العام. في المقابل، تحدّث فويت علنًا عن خلافهما، وصرّح بأن ابنته تعاني من "مشاكل نفسية خطيرة"، مما أدى إلى قطيعة شاملة بينه وبين أسرته، بما في ذلك زوجته السابقة وابنه. استمر الانقطاع بينه وبين جولي أكثر من ست سنوات، حتى وفاة مارشيلين برتراند بسرطان المبيض في 27 يناير 2007، وهو الحدث الذي مهّد لتصالح تدريجي بينهما أُعلن عنه رسميًا بعد ثلاث سنوات.

## المسيرة المهنية

### (١٩٩١-١٩٩٧): أعمالها المبكرة
بدأت أنجلينا جولي مسيرتها المهنية في التمثيل في سن السادسة عشرة، غير أنها واجهت صعوبات في بداية الطريق، إذ كانت تُرفض كثيرًا في تجارب الأداء بحجة أن أسلوبها "قاتم للغاية". شاركت في خمسة أفلام طلابية أخرجها شقيقها أثناء دراسته في كلية السينما والتلفزيون بجامعة جنوب كاليفورنيا، كما ظهرت في عدد من الفيديوهات الموسيقية، منها: "Stand by My Woman" (1991) ليني كرافيتز، "Alta Marea" (1991) لأنطونيلو فينديتّي، "It's About Time" (1993) لفرقة Lemonheads، و"Rock and Roll Dreams Come Through" (1993) لميت لوف. وفي عام 1993، تصدّرت غلاف ألبوم Everyday لفرقة Widespread Panic2. خلال تلك الفترة، بدأت تراقب والدها، الممثل جون فويت، وتتعلم من طريقته في تقمّص الشخصيات عبر مراقبة الناس، وقد شهدت علاقتهما تحسنًا نسبيًا آنذاك، حيث وصفت نفسيهما بأنهما "ملكان للدراما".
دخلت جولي عالم السينما عام 1993 من خلال أول بطولة لها في فيلم الخيال العلمي Cyborg 2، الذي صدر مباشرة إلى الفيديو، وجسّدت فيه دور روبوت شبه بشري مُصمَّم لأغراض التجسس الصناعي والاغتيالات. وقد شعرت بخيبة أمل كبيرة من الفيلم لدرجة أنها توقفت عن التمثيل لمدة عام. ثم ظهرت في دور ثانوي بفيلم Without Evidence (1995)، لتنتقل بعد ذلك إلى أول عمل سينمائي من إنتاج استوديوهات كبرى من خلال فيلم Hackers (1995). علّقت الناقدة جانيت ماسلين في نيويورك تايمز على دورها قائلة: "تبرز شخصيتها ... لأنها تعبس أكثر من زملائها، وهي واحدة من القراصنة النادرات اللواتي يجلسن على لوحة المفاتيح مرتديات قميصًا شفافًا". رغم فشل الفيلم تجاريًا في شباك التذاكر، فإنه حاز على شهرة واسعة بعد صدوره على الفيديو، وأصبح يُعدّ نقطة انطلاقة لمسيرة جولي السينمائية.
في عام 1996، شاركت جولي في فيلم Love Is All There Is، وهو اقتباس عصري لقصة روميو وجولييت، ثم ظهرت في فيلم الطريق Mojave Moon في العام نفسه. وفي فيلم Foxfire، أدّت دور "ليغز"، فتاة شاردة تجمع أربع مراهقات في مواجهة معلم تحرّش بهن. وقد كتب جاك ماثيوز في لوس أنجلوس تايمز: "رغم افتقار السيناريو للعمق، فإن جولي، ابنة جون فويت اللافتة، تمتلك حضورًا قويًا يكسر الصورة النمطية. فرغم أن السرد يأتي من منظور شخصية مادي، فإن ليغز هي محور الأحداث ودافعها".
عام 1997، ظهرت إلى جانب ديفيد دوشوفني في فيلم الإثارة Playing God، الذي تدور أحداثه في عالم الجريمة في لوس أنجلوس، ولم يحظَ الفيلم بتقدير نقدي كبير؛ إذ كتب روجر إيبرت في شيكاغو صن-تايمز: "تُضفي جولي دفئًا غير معتاد على نوعية أدوار تُقدَّم عادةً بقسوة وعدوانية؛ فهي تبدو طيبة أكثر من أن تكون صديقة لرجل عصابات، وربما هي كذلك فعلًا". أما دورها في المسلسل القصير True Women الذي عرضته شبكة CBS في العام نفسه، فقد قوبل بنقد سلبي، حيث وصفها روبرت ستراوس في فيلادلفيا إنكوايرر بأنها "مروعة، تشبه نسخة رديئة من سكارليت أوهارا، تعتمد فقط على تعبيرات وجه مبالغ فيها وشفاه مضمومة". وفي تلك السنة، شاركت أيضًا في فيديو كليب فرقة Rolling Stones لأغنية "Anybody Seen My Baby?"، بدور راقصة تتوقف عن الأداء فجأة وتتجول في شوارع نيويورك.

### (١٩٩٨-٢٠٠٠) الصعود إلى الشهرة
تحسّنت آفاق أنجلينا جولي المهنية بعد فوزها بجائزة غولدن غلوب عن أدائها في فيلم George Wallace (1997)، من إنتاج قناة تي إن تي، الذي تناول سيرة حاكم ولاية ألاباما الانفصالي والمرشح الرئاسي جورج والاس، والذي جسّده الممثل غاري سينيز. أدّت جولي دور زوجته الثانية، كورنيليا والاس، واعتبر لي وينفري من صحيفة فيلادلفيا إنكوايرر أن أداءها كان من أبرز عناصر الفيلم. وقد نال العمل استحسان النقاد، وحازت جولي على ترشيح لجائزة إيمي برايم تايم عن فئة أفضل ممثلة مساعدة في مسلسل قصير أو فيلم تلفزيوني.

في عام 1998، أدّت جولي دور عارضة الأزياء الشهيرة جيا كاراني في فيلم السيرة الذاتية Gia، من إنتاج قناة HBO. يروي الفيلم تدهور حياة كاراني ومسيرتها المهنية نتيجة إدمانها الهيروين، وانحدارها الصحي حتى وفاتها بسبب الإيدز في منتصف الثمانينيات. علّقت فانيسا فانس من موقع Reel.com على أدائها قائلة: "حظيت جولي باعتراف واسع النطاق عن أدائها دور جيا، وليس من الصعب فهم السبب. لقد جسّدت الشخصية بشراسة، وملأتها بالعصبية والجاذبية واليأس؛ وقد يكون هذا الدور واحدًا من أجمل حوادث الانهيار المصوَّرة على الإطلاق". وللعام الثاني على التوالي، فازت جولي بجائزة غولدن غلوب، كما نالت ترشيحًا جديدًا لجائزة إيمي، إضافة إلى فوزها بأول جائزة نقابة ممثلي الشاشة في مسيرتها.
امتثالًا لمنهج التمثيل الذي وضعه لي ستراسبيرغ، كانت جولي تميل إلى البقاء في الشخصية حتى بين مشاهد التصوير خلال العديد من أفلامها المبكرة. وخلال تصوير فيلم Gia، أخبرت زوجها حينها، جوني لي ميلر، بأنها لن تتمكن من التواصل معه قائلة: "كنت أخبره: أنا وحيدة؛ أنا أموت؛ أنا مثلية؛ لن أراك لأسابيع". وبعد الانتهاء من تصوير الفيلم، قررت جولي التوقف عن التمثيل مؤقتًا، لأنها شعرت بأنها "استنزفت كل ما لديها من طاقة إبداعية". انفصلت عن زوجها وانتقلت إلى نيويورك، حيث التحقت بدروس مسائية في جامعة نيويورك لدراسة الإخراج وكتابة السيناريو. ومع تشجيعها بالفوز بجائزة غولدن غلوب عن George Wallace، والاستقبال الإيجابي لأدائها في Gia، استأنفت جولي مسيرتها الفنية.
بعد مشاركتها في فيلم العصابات Hell's Kitchen (1998)، الذي صُوّر في وقت سابق، عادت إلى الشاشة في فيلم Playing by Heart (1998)، ضمن طاقم تمثيلي جماعي ضم شون كونري، جيليان أندرسون، وراين فيليب. تلقى الفيلم مراجعات إيجابية في المجمل، ونالت جولي إشادة خاصة؛ إذ كتب بيتر ستاك من صحيفة سان فرانسيسكو كرونيكل: "رغم أن الدور مكتوب بإفراط، فإن جولي تبهر المشاهد بدورها كامرأة يائسة تتنقل بين النوادي وتكتشف حقيقة ما هي مستعدة للمراهنة عليه". وفازت عن هذا الدور بجائزة الأداء الواعد من المجلس الوطني للنقد السينمائي.
في عام 1999، لعبت جولي دور البطولة في فيلم الكوميديا الدرامية Pushing Tin، إلى جانب جون كوزاك، بيلي بوب ثورنتون، وكيت بلانشيت. وقد تلقى الفيلم آراء متباينة من النقاد، وتعرضت شخصية جولي، زوجة ثورنتون المغرية، لانتقادات خاصة؛ إذ وصفها ديسون هاو من صحيفة واشنطن بوست بأنها "شخصية عبثية من نسج خيال كاتب، تمثل امرأة متحررة تذرف الدموع على نبات الكركديه حين يذبل، وتضع الكثير من الخواتم الفيروزية، وتشعر بالوحدة إذا غاب راسل عن المنزل طوال الليل".
ثم شاركت جولي في فيلم الإثارة The Bone Collector (1999)، إلى جانب دنزل واشنطن، حيث جسّدت شرطية تتعاون على مضض مع محقق مشلول (واشنطن) لتعقّب قاتل متسلسل. حقق الفيلم إيرادات بلغت 151.5 مليون دولار عالميًا، لكنه لم يلقَ النجاح النقدي ذاته؛ إذ كتب تيري لوسون في صحيفة ديترويت فري برس: "رغم أن جولي محبوبة بصريًا دائمًا، إلا أنها هنا ببساطة في غير مكانها تمامًا".
أدّت أنجلينا جولي لاحقًا دورًا مساعدًا في فيلم Girl, Interrupted (1999)، مجسّدة شخصية "ليزا"، وهي مريضة سيكوباتية في مستشفى للأمراض النفسية، في عمل مقتبس عن مذكّرات الكاتبة سوزانا كايسن الصادرة عام 1993. وصف الناقد إيمانويل ليفي من مجلة Variety أداءها بأنه "ممتاز، حيث قدّمت شخصية فتاة متهورة ومبهرجة تتّضح لاحقًا أهميتها البالغة في إعادة تأهيل سوزانا، أكثر حتى من دور الأطباء أنفسهم". وقد نالت جولي عن هذا الدور ثلاثًا من أرفع الجوائز السينمائية: جائزة غولدن غلوب لأفضل ممثلة في دور مساعد (فئة الأفلام الدرامية)، وجائزة نقابة ممثلي الشاشة لأفضل أداء نسائي في دور مساعد، وجائزة الأوسكار لأفضل ممثلة في دور مساعد.
وفي عام 2000، شاركت جولي في أول أفلامها الضخمة من حيث الإيرادات في موسم الصيف، وهو فيلم الأكشن Gone in 60 Seconds، والذي أصبح في حينه الأعلى دخلًا في مسيرتها، محققًا إيرادات عالمية بلغت 237.2 مليون دولار. أدّت فيه دورًا صغيرًا كميكانيكية كانت صديقة سابقة لص سيرات يجسده نيكولاس كيج. وقد انتقد ستيفن هنتر من صحيفة واشنطن بوست مساهمتها في الفيلم قائلًا: "كل ما تفعله في هذا الفيلم هو الوقوف بلا فعل، تتهادى وهي تستعرض تلك العضلات النابضة المتماوجة حول فمها بطريقة مثيرة". لاحقًا، صرّحت جولي بأن مشاركتها في هذا الفيلم كانت بمثابة متنفس مرحب به بعد أدائها المرهق نفسيًا في Girl, Interrupted.

### (٢٠٠١-٢٠٠٤) شهرة عالمية
رغم الإشادة الواسعة بأداء أنجلينا جولي التمثيلي، فإنها نادرًا ما شاركت في أفلام نالت استحسان الجمهور العام على نطاق واسع، إلى أن جاء فيلم لارا كروفت: تومب رايدر عام 2001، والذي جعل منها نجمة عالمية. استند الفيلم إلى سلسلة ألعاب الفيديو الشهيرة تومب ريدر، وقد تطلّب من جولي اكتساب لكنة بريطانية والخضوع لتدريب مكثف في فنون القتال لتجسيد شخصية عالمة الآثار والمغامِرة لارا كروفت. ورغم أن الفيلم تلقى مراجعات سلبية في مجملها، إلا أن أداء جولي البدني حاز على الثناء؛ إذ وصفها جون أندرسون من صحيفة نيوزداي بأنها "جعلت من الشخصية أيقونة افتراضية للكفاءة الأنثوية والبرود اللافت". وقد حقق الفيلم نجاحًا عالميًا، بإيرادات بلغت 274.7 مليون دولار، وكرّس شهرتها العالمية كنموذج لبطلة أفلام الحركة.
بعد ذلك، أدّت جولي دور البطولة إلى جانب أنطونيو بانديراس في فيلم Original Sin (2001)، حيث جسّدت دور عروس طلبها عبر البريد، وكان هذا الفيلم بداية سلسلة من الأعمال التي لم تلقَ استحسانًا من النقاد أو الجماهير. وقد تساءل الناقد إلفيس ميتشل من صحيفة نيويورك تايمز عن سبب اختيار جولي لهذا الدور بعد أدائها الحائز على الأوسكار، واصفًا الفيلم بأنه "تفاهة شبه إباحية". وفي عام 2002، شاركت جولي في الكوميديا الرومانسية Life or Something Like It، والذي لم يحقق نجاحًا يُذكر بدوره، لكنه مثّل خيارًا غير اعتيادي في مسيرتها. رأى ألين بارا من مجلة Salon أن شخصية مذيعة الأخبار الطموحة التي أدّتها جولي كانت محاولة نادرة منها لتجسيد دور نسائي تقليدي، مشيرًا إلى أن أداءها لم يبرز فعليًا إلا في مشهد تتحوّل فيه إلى نمط "البانك" وتقود مجموعة من عمّال الحافلات المضربين في غناء أغنية Satisfaction.
وعلى الرغم من تعثر أفلامها تجاريًا في تلك الفترة، حافظت جولي على مكانتها كأحد أكثر الأسماء طلبًا في هوليوود؛ ففي عام 2002، أصبحت من بين أعلى الممثلات أجرًا، إذ كانت تتقاضى ما بين 10 إلى 15 مليون دولار عن كل فيلم خلال السنوات الخمس التالية. أعادت أنجلينا جولي تجسيد شخصية لارا كروفت في الجزء الثاني لارا كروفت تومب رايدر: مهد الحياة عام 2003، والذي لم يحقق نفس النجاح التجاري للجزء الأول، إذ بلغ إجمالي إيراداته عالميًا 156.5 مليون دولار أمريكي فقط. كما ظهرت جولي في فيديو كليب أغنية Did My Time لفرقة كورن، والذي استُخدم للترويج للفيلم.
شاركت جولي بعد ذلك في فيلم Beyond Borders (2003)، حيث أدّت دور سيدة مجتمع تنضم إلى عامل إغاثة — يجسده الممثل كلايف أوين — في مهمات إنسانية. ورغم أن الفيلم لم يلقَ رواجًا لدى الجمهور، فإنه يُعد أول عمل ضمن سلسلة من المشاريع التي وصفتها جولي بـ"الملتزمة"، والتي تهدف من خلالها إلى تسليط الضوء على القضايا الإنسانية. ومع ذلك، فشل الفيلم نقديًا؛ إذ كتب كينيث توران من صحيفة لوس أنجلوس تايمز أن جولي تمتلك "قدرة على بث الحيوية والمصداقية في أدوارها"، لكنه أشار إلى أن الشخصية التي أدّتها في هذا الفيلم كانت "هجينًا غير مكتمل — شخصية سطحية مكتوبة بطريقة ضعيفة وسط عالم يعجّ بالذباب والدماء والمعاناة — مما أحبط أداءها تمامًا".
في عام 2004، ظهرت جولي في أربعة أفلام. استهلّت العام بدور بطولة في فيلم التشويق Taking Lives، حيث جسّدت محللة في مكتب التحقيقات الفيدرالي تُستدعى لمساعدة شرطة مونتريال في مطاردة قاتل متسلسل. تلقّى الفيلم مراجعات متباينة؛ فكتب كيرك هانكوت من هوليوود ريبورتر أن "الدور الذي أدّته جولي يبدو مألوفًا ويشبه أعمالها السابقة، لكنها أضفت عليه لمسة لا تخطئها العين من الإثارة والبريق".
كما ظهرت جولي في مشهد قصير كقائدة طيار مقاتلة في فيلم الخيال العلمي Sky Captain and the World of Tomorrow، والذي صُوّر بالكامل باستخدام تقنية الشاشة الزرقاء، وشاركت بالأداء الصوتي في أول أفلامها العائلية، وهو فيلم الرسوم المتحركة Shark Tale من إنتاج دريم ووركس. أما دورها المساند كـ"الملكة أوليمبياس" في فيلم Alexander للمخرج أوليفر ستون، والذي تناول سيرة الإسكندر الأكبر، فقد قوبل بتعليقات متباينة، خصوصًا بسبب لكنتها السلافية التي بدت غير متقنة. وعلى الصعيد التجاري، لم يحقق الفيلم النجاح المرجو في أمريكا الشمالية، وقد أرجع ستون ذلك إلى اعتراضات على تصوير الإسكندر كثنائي الميول الجنسية، إلا أن الفيلم حقق نجاحًا ملحوظًا في السوق الدولية، حيث بلغت إيراداته 167.3 مليون دولار.

### (٢٠٠٥-٢٠١٠): ممثلة مرموقة
في عام 2005، عادت أنجلينا جولي إلى تحقيق النجاح الكبير في شباك التذاكر من خلال فيلم الحركة الكوميدي Mr. & Mrs. Smith، حيث شاركت البطولة إلى جانب براد بيت بدور زوجين يشعران بالملل من حياتهما الزوجية، ليكتشفا لاحقًا أنهما قاتلان مأجوران يعمل كل منهما لصالح جهة مختلفة. تلقى الفيلم مراجعات نقدية متباينة، إلا أن الكيمياء بين بطلي العمل نالت إشادة واسعة؛ فقد علّق الناقد كولين كوفرت من Star Tribune قائلًا: "رغم أن الحبكة تبدو مرتجلة، إلا أن الفيلم ينجو بفضل طاقته الجامحة، وسحره المرح، والكيمياء النارية بين النجمين على الشاشة". بلغت إيرادات الفيلم عالميًا 478.2 مليون دولار، ليصبح سابع أعلى الأفلام دخلًا في ذلك العام، وبقي أنجح أفلام جولي الحية من حيث الإيرادات طوال العقد التالي.
وبعد دور ثانوي أدّته في فيلم The Good Shepherd (2006) للمخرج روبرت دي نيرو، حيث جسّدت زوجة مهمَلة لضابط في وكالة الاستخبارات المركزية، أدّت جولي دور البطولة في دراما A Mighty Heart (2007)، التي صيغت بأسلوب وثائقي. يستند الفيلم إلى مذكرات ماريان بيرل الصادرة عام 2003، ويروي قصة اختطاف زوجها، الصحفي في وول ستريت جورنال دانيال بيرل، واغتياله في باكستان. ورغم أن بيرل، وهي متعددة العِرق، كانت قد اختارت جولي شخصيًا لأداء الدور4، فقد أثارت عملية الاختيار انتقادات بدعوى الاستيلاء الثقافي و"التبييض" (blackface). ومع ذلك، لاقت جولي إشادة واسعة على أدائها؛ إذ وصفها راي بينيت من The Hollywood Reporter بأنها "موزونة ومؤثرة"، مشيرًا إلى أنها "أدت الدور باحترام وبإتقان لهجة صعبة". رُشحت جولي عن الدور لجائزتي الغولدن غلوب ونقابة ممثلي الشاشة.
كما أدّت جولي دور "والدة غرندل" في فيلم الفانتازيا الملحمي Beowulf (2007)، الذي استخدم تقنية التقاط الحركة (motion capture) لإنشاء الشخصيات. وقد حظي الفيلم بنجاح نقدي وتجاري، محققًا إيرادات عالمية بلغت 196.4 مليون دولار.
في عام 2008، كانت أنجلينا جولي الممثلة الأعلى أجرًا في هوليوود، حيث بلغت أجورها ما بين 15 و20 مليون دولار عن الفيلم الواحد. وفي حين وافقت ممثلات أخريات على تخفيض أجورهن في تلك الفترة، فقد سمح الحضور الجماهيري الطاغي لجولي بأن تتقاضى ما يصل إلى 20 مليون دولار بالإضافة إلى نسبة من الأرباح. شاركت في بطولة فيلم الحركة Wanted (2008) إلى جانب جيمس مكافوي ومورغان فريمان، وقد حقق الفيلم نجاحًا عالميًا بإيرادات بلغت 341.4 مليون دولار. نال الفيلم مراجعات إيجابية في الغالب؛ وكتبت مانوهلا دارغيس في The New York Times أن جولي كانت "مثالية تمامًا في تجسيد قاتلة مرعبة تبدو عديمة الضمير"، مضيفة أنها "تجسّد صورة صارمة قادرة على جعل الفتيان من جميع الأعمار يخرّون راكعين أو على الأقل يتزاحمون في صالات السينما".
فيما بعد، أدّت أنجلينا جولي دور البطولة في دراما كلينت إيستوود Changeling (2008). أشار الناقد مايكل فيليبس من Chicago Tribune إلى أن "جولي تتألّق بالفعل في لحظات ما قبل العاصفة، في المشاهد التي يقلّل فيها الرجال المتسلطون من شأنها الواحد تلو الآخر، على مسؤوليتهم الخاصة". تلقت جولي عن هذا الأداء عدة ترشيحات، من بينها جائزة الغولدن غلوب، وجائزة نقابة ممثلي الشاشة، وجائزة البافتا لأفضل ممثلة في دور رئيسي، بالإضافة إلى ترشيح لجائزة الأوسكار لأفضل ممثلة. كما أدّت صوت شخصية "تايغرس" في سلسلة أفلام الرسوم المتحركة Kung Fu Panda من إنتاج دريم ووركس.
بعد وفاة والدتها عام 2007، قلّ ظهور جولي في الأفلام، وأوضحت لاحقًا أن دافعها للتمثيل كان مرتبطًا بطموحات والدتها الفنية. وكان أول أفلامها بعد عامين هو فيلم الإثارة Salt (2010)، حيث جسّدت عميلة في وكالة الاستخبارات المركزية تُتهم بأنها جاسوسة نائمة لصالح الـ KGB، فتضطر للهرب. وقد كُتب الدور في الأصل لشخصية ذكورية وكان من المفترض أن يؤديه توم كروز، لكن شركة كولومبيا اقترحت جولي لأداء الدور، فتم تعديله ليتناسب معها. حقق الفيلم نجاحًا عالميًا بإيرادات بلغت 293.5 مليون دولار، وتلقى مراجعات إيجابية عمومًا، مع إشادة خاصة بأداء جولي؛ فقد علّق ويليام توماس من Empire قائلًا: "عندما يتعلق الأمر بإقناع الجمهور بمشاهد غير معقولة ومتهورة وتحدّي الموت، فإن لجولي قلة من النظائر في عالم أفلام الأكشن".
شاركت جولي أيضًا إلى جانب جوني ديب في فيلم الإثارة The Tourist (2010)، والذي فشل نقديًا. لكن الناقد روجر إيبرت دافع عن أدائها، مؤكدًا أنها "قدّمت أفضل ما عندها" وأدّت دور المرأة الغامضة "بإثارة قاتلة من الطراز الرفيع". ورغم أن الفيلم لم يحقق نجاحًا يُذكر في شباك التذاكر الأمريكي، فقد حقق أداءً جيدًا في السوق الدولية، مما عزّز من جاذبية جولي عالميًا. نالت ترشيحًا لجائزة الغولدن غلوب لأفضل ممثلة في فيلم كوميدي أو موسيقي، وهو ترشيح أثار الجدل، إذ رأى بعض النقاد أنه قُدم فقط لضمان حضورها البارز في الحفل.

### (٢٠١١-٢٠١٧): توسعها في مجال الإخراج
بعد إخراجها الفيلم الوثائقي مكان في الزمن عام 2007، الذي وُزّع من خلال "الرابطة الوطنية للتعليم" في الولايات المتحدة،  قدّمت أنجلينا جولي أولى تجاربها الإخراجية في الأفلام الروائية الطويلة من خلال فيلم في أرض الدم والعسل عام 2011. يروي الفيلم قصة حب بين جندي صربي وأسيرة بوسنية، وتدور أحداثه خلال حرب البوسنة بين عامي 1992 و1995.
استلهمت جولي فكرة الفيلم بهدف تسليط الضوء من جديد على معاناة الناجين من الحرب، وذلك بعد زيارتين قامت بهما إلى البوسنة والهرسك بصفتها سفيرة للنوايا الحسنة لدى مفوضية الأمم المتحدة لشؤون اللاجئين. وحرصًا على المصداقية، استعانت جولي بممثلين من دول يوغوسلافيا السابقة فقط—من بينهم النجمان غوران كوستيتش وزانا ماريانوفيتش—وأدمجت تجاربهم خلال الحرب في سيناريو الفيلم.

تلقّى الفيلم عند صدوره تقييمات متفاوتة؛ فكتب تود مكارثي من مجلة هوليوود ريبورتر قائلاً: «تستحق جولي إشادة كبيرة لقدرتها على خلق أجواء خانقة بهذه القوة، وتصوير الأحداث المروّعة بشكل واقعي، حتى لو كانت هذه القوة نفسها ستجعل البعض يعزف عن مشاهدة ما يحدث على الشاشة». رُشح الفيلم لجائزة "غولدن غلوب" لأفضل فيلم ناطق بلغة أجنبية، كما مُنحت جولي الجنسية الفخرية لمدينة سراييفو تقديرًا لجهودها في رفع الوعي حول الحرب.
بعد غياب دام ثلاث سنوات ونصف عن الشاشة، مثلت جولي في فيلم ماليفيسنت (2014)، إعادة تخيل حية لفيلم ديزني الكرتوني الجميلة النائمة (1959). تلقت ردود النقاد مزيجًا من الآراء، لكن أداء جولي في الدور الرئيسي حظي بإشادة خاصة؛ حيث وجدت الناقدة شيري ليندن من هوليوود ريبورتر أن جولي هي «قلب وروح الفيلم»، مضيفة أنها «لا تمثل المشاهد الجميلة في ماليفيسنت فقط، بل تمنحها قوة مغناطيسية وسهولة في الأداء». حقق ماليفيسنت حوالي 70 مليون دولار في أمريكا الشمالية خلال عطلة نهاية الأسبوع الافتتاحية وأكثر من 100 مليون دولار في الأسواق الأخرى، مما أكد جاذبية جولي لمختلف شرائح الجمهور في أفلام الأكشن والخيال، التي عادة ما يهيمن عليها ممثلون ذكور. حقق الفيلم إيرادات عالمية بلغت 757.8 مليون دولار، ليصبح رابع أعلى الأفلام دخلاً في ذلك العام، وأعلى أفلام جولي من حيث الإيرادات.
أكملت جولي بعدها تجربتها الإخراجية الثانية بفيلم غير مكسور (2014)، الذي يروي قصة لويس زامبيريني (1917–2014)، نجم ألعاب القوى الأولمبي وجندي الحرب العالمية الثانية الذي نجا من حادث تحطم طائرة وقضى عامين في معسكر أسرى الحرب الياباني. كما عملت كمنتجة تحت شعار Jolie Pas. استند الفيلم إلى كتاب لورا هيلنبراند (غير مكسور: قصة بقاء وصمود وفداء في الحرب العالمية الثانية)، وكتب السيناريو الأخوان كوين، ولعب دور البطولة جاك أوكونيل. اعتبر غير مكسور من الأفلام المحتملة للفوز بجائزة أفضل فيلم وأفضل إخراج بعد استقبال مبكر إيجابي، لكنه تلقى مراجعات متباينة في النهاية وحقق القليل من الجوائز، رغم أنه أدرج ضمن أفضل أفلام السنة من قبل المجلس الوطني للمراجعة والمعهد الأمريكي للسينما. وصف جاستن تشانغ من مجلة فارايتي الفيلم بأنه «صُنع بحرفية لا تشوبها شائبة وتحفظ رزين»، لكنه اعتبره «قصة استثنائية تُروى بأسلوب ملتزم وعادي». من الناحية المالية، حقق الفيلم نجاحًا في شباك التذاكر العالمي.
كان فيلم جولي الإخراجي التالي بجوار البحر (2015)، وهو دراما زوجية شاركت فيه أمام زوجها براد بيت، وكانت أول تعاون بينهما منذ فيلم السيد والسيدة سميث (2005). استند الفيلم إلى سيناريو كتبته جولي، وكان مشروعًا شخصيًا عميقًا استلهمته من حياة والدتها. لكن النقاد اعتبروه «مشروعًا غاياته شخصية» ضمن استقبال سلبي عام. كتبت ستيفاني ميري في صحيفة واشنطن بوست أن الفيلم «جميل بشكل مبهر، وكذلك نجومه، لكن إزالة طبقات الملل المتقن تكشف عن فراغ مشوب بمشاعر مصطنعة». رغم بطولة اثنين من كبار نجوم هوليوود، صدر الفيلم بإصدار محدود فقط.
ولأن جولي فضلت تكريس وقتها لأعمالها الإنسانية، ظل إنتاجها السينمائي نادرًا. عاد فيلم أولاً قتلوا والدي (2017)، وهو دراما تدور أحداثها في عصر الخمير الحمر في كمبوديا، ليمزج بين اهتماميها. بالإضافة إلى إخراج الفيلم، شاركت في كتابة السيناريو مع صديقتها المقربة لونغ أونغ، التي استند الفيلم إلى مذكراتها عن معسكرات عمل الأطفال في النظام. استهدف الفيلم جمهورًا كمبوديًا أساسًا، وتم إنتاجه مباشرة من أجل نتفليكس، مما سمح باستخدام طاقم وممثلين ناطقين باللغة الخميرية فقط. وصف رافر جوزمان من نيوزداي جولي بأنها «مخرجة ماهرة وحساسة»، وأشاد بها لتصويرها الموثوق للجحيم اللا منطقي لعصر الخمير الحمر. حصل الفيلم على ترشيحات لجائزة الغولدن غلوب لأفضل فيلم بلغة أجنبية وجائزة بافتا لأفضل فيلم غير ناطق بالإنجليزية.

### (٢٠١٩-حتى الآن): أعمالها المحدودة وردود فعل نقدية متفاوتة
عادت جولي لتجسيد دور ماليفيسنت في الجزء الثاني من فيلم الخيال لديزني بعنوان "ماليفيسنت: سيدة الشر" (2019)، والذي تلقى آراء متباينة من النقاد ولكنه حقق أداءً تجاريًا جيدًا نسبيًا بإجمالي إيرادات عالمية بلغت 490 مليون دولار. في العام التالي، ظهرت إلى جانب ديفيد أوييلو كوالدين في حالة حزن على شخصيات الفيلم الخيالي "تعال بعيدًا" الذي يضم أليس في بلاد العجائب وبيتر بان في الأدوار الرئيسية. قامت جولي بدور رجل إطفاء في فيلم الإثارة والحركة "الذين يتمنون لي الموت" من تأليف تايلور شيريدان، والذي صدر في مايو 2021 ولاقى مراجعات معتدلة. كتبت كلاريس لوغري في صحيفة الإندبندنت أن أداء جولي "الصلب بلا مساومة... يتفوق بسهولة على الفيلم نفسه".
بعد ذلك، لعبت جولي دور ثينا، محاربة تعاني من اضطراب ما بعد الصدمة، في فيلم الأبطال الخارقين "الأبديون" من عالم مارفل السينمائي. صدر الفيلم في نوفمبر 2021 وحصد ردود فعل متباينة من الجمهور والنقاد. في مراجعتها للفيلم لصحيفة واشنطن بوست، أشارت آن هورنادي إلى "البراءة المؤثرة" في تجسيد جولي للدور.
كانت جولي منتجة في المسرحية الموسيقية "الغرباء" بعد انتقالها إلى مسرح برودواي في عام 2024، والتي فازت بجائزة توني لأفضل مسرحية موسيقية. كما كتبت وأنتجت وأخرجت دراما الحرب "بدون دم" في عام 2024، المستندة إلى رواية أليساندرو باريكو، وبطولة سلمى حايك وديمياني بيشير. شاركت جولي أيضًا في الفيلم السيرة الذاتية لبابلو لارايين عن الأيام الأخيرة للمطربة الأوبرالية ماريا كالاس، بعنوان "ماريا"، الذي عُرض لأول مرة في مهرجان فينيسيا السينمائي الدولي الحادي والثمانين. ووصف تومريس لافلي من موقع روجر إيبرت الأداء بأنه "أفضل أداء في مسيرتها"، وقال: "في أداء ملكي من التوازن والغموض، تلعب أنجلينا جولي دور كالاس بحضور أثيري، تعبر عن الحزن العميق للمطربة النادرة التي فقدت صوتها". وحصلت عن هذا الأداء على ترشيح آخر لجائزة الغولدن غلوب لأفضل ممثلة.

## العمل الإنساني

### سفيرة مفوضية الأمم المتحدة لشؤون اللاجئين
شاهدت جولي لأول مرة آثار أزمة إنسانية أثناء تصوير فيلم "لارا كروفت: تومب رايدر" (2001) في كمبوديا التي مزقتها الحرب، وهي تجربة قالت لاحقًا إنها منحتها فهمًا أعمق للعالم. تواصلت جولي مع مفوضية الأمم المتحدة لشؤون اللاجئين عند عودتها إلى وطنها للحصول على معلومات حول مناطق الأزمات الدولية. ولتعرف أكثر عن ظروف هذه المناطق، بدأت بزيارة مخيمات اللاجئين حول العالم. في فبراير 2001، أجرت بأول زيارة ميدانية لها في مهمة استمرت 18 يومًا إلى سيراليون وتنزانيا، حيث أعربت لاحقًا عن صدمتها مما شهدته.
في الأشهر التالية، عادت جولي إلى كمبوديا لمدة أسبوعين، والتقت باللاجئين الأفغان في باكستان، حيث تبرعت بمليون دولار استجابة لنداء طارئ من مفوضية الأمم المتحدة لشؤون اللاجئين، وهو أكبر تبرع تلقيته المفوضية من شخص خاص. تحملت جولي جميع التكاليف المتعلقة بمهماتها، وعاشت وعملت في نفس الظروف البسيطة التي يعيشها موظفو المفوضية في الميدان خلال جميع زياراتها. عينت جولي سفيرة نوايا حسنة للمفوضية في مقرها بجنيف في 27 أغسطس 2001.
خلال العقد التالي، قامت بأكثر من 40 مهمة ميدانية، التقت خلالها باللاجئين والنازحين داخليًا في أكثر من 30 دولة. في عام 2002، وعندما سُئلت عما تأمل في تحقيقه، قالت: "زيادة الوعي بمعاناة هؤلاء الناس. أعتقد أنه يجب مدحهم على ما تحملوه، وليس النظر إليهم بازدراء." لتحقيق ذلك، وثقت زياراتها الميدانية بين 2001 و2002 في كتابها "ملاحظات من رحلاتي"، الذي نُشر في أكتوبر 2003 بالتزامن مع عرض دراميتها الإنسانية "ما وراء الحدود".
سعت جولي لزيارة ما أسمته "حالات الطوارئ المنسية"، وهي الأزمات التي تراجعت عنها وسائل الإعلام. أصبحت معروفة بزيارتها لمناطق الحرب، مثل إقليم دارفور في السودان خلال نزاع دارفور، ومنطقة الحدود السورية-العراقية خلال حرب الخليج الثانية، والتقت بشكل خاص بالقوات الأمريكية وقوات متعددة الجنسيات أخرى، وعاصمة أفغانستان كابول أثناء الحرب هناك، حيث قُتل ثلاثة من العاملين في المجال الإنساني أثناء زيارتها الأولى. لدعم رحلاتها، بدأت في تعلم الطيران عام 2004 بهدف نقل العاملين في المجال الإنساني وإمدادات الغذاء حول العالم. حصلت على رخصة طيار في عام 2004، وحتى مايو 2014، كانت تمتلك طائرة سيروس إس آر٢٢ وطائرة سيسنا 208 كارافان.
في 17 أبريل 2012، وبعد أكثر من عقد من الخدمة كسفيرة نوايا حسنة للمفوضية، تم ترقية جولي إلى منصب المبعوثة الخاصة للمفوض السامي أنطونيو غوتيريش، لتكون أول من يتولى هذا المنصب داخل المنظمة. في دورها الموسع، مُنحت السلطة لتمثيل غوتيريش والمفوضية على المستوى الدبلوماسي، مع التركيز على أزمات اللاجئين الكبرى. في الأشهر التالية لترقيتها، قامت بأول زيارة لها كمبعوثة خاصة—والتي كانت ثالث زيارة لها بشكل عام—إلى الإكوادور، حيث التقت باللاجئين الكولومبيين، ورافقت غوتيريش في جولة استمرت أسبوعًا إلى الأردن ولبنان وتركيا والعراق لتقييم أوضاع اللاجئين السوريين. منذ ذلك الحين، قامت جولي بأكثر من عشرة مهام ميدانية حول العالم للقاء اللاجئين والدفاع عن حقوقهم.
استقالت جولي من منصبها كسفيرة نوايا حسنة في ديسمبر 2022، وأعلنت في بيانها التزامها بالاستمرار في الدفاع عن اللاجئين.

### الحفاظ على البيئة وتنمية المجتمع
في محاولة لربط ابنها المتبنى الذي وُلد في كمبوديا بتراثه، اشترت جولي منزلاً في بلده الأم عام 2003. يقع هذا المنزل التقليدي على مساحة 39 هكتارًا في محافظة باتامبانغ الواقعة شمال غرب البلاد، مجاورًا لمنتزه ساملوت الوطني في جبال الكارداموم [الإنجليزية]، التي كانت قد تعرضت لتسلل الصيادين غير الشرعيين الذين هددوا الأنواع المهددة بالانقراض. اشترت مساحة 60,000 هكتار من المنتزه وحولتها إلى محمية طبيعية للحياة البرية أطلقت عليها اسم ابنها، مشروع مادوكس جولي.
في نوفمبر 2006، وسعت جولي نطاق المشروع—الذي أُعيد تسميته مؤسسة مادوكس جولي-بيت—لإنشاء أول قرية للألفية في آسيا، تماشيًا مع أهداف التنمية للأمم المتحدة. استُلهمت من لقاء مع مؤسس "ميلينيوم بروميس"، الاقتصادي المعروف جيفري ساكس، في المنتدى الاقتصادي العالمي في دافوس، حيث كانت متحدثة مدعوة في 2005 و2006. معًا، قاما بتصوير برنامج خاص عام 2005 على قناة إم تي في بعنوان "يوميات أنجلينا جولي والدكتور جيفري ساكس في أفريقيا"، والذي تابع رحلتهما إلى قرية الألفية في غرب كينيا. بحلول منتصف 2007، كان حوالي 6000 من سكان القرى و72 موظفًا—بعضهم كانوا صيادين غير شرعيين سابقين تم توظيفهم كحراس—يعيشون ويعملون في مؤسسة مادوكس جولي-بيت، في عشر قرى كانت معزولة عن بعضها البعض سابقًا. يضم المجمع مدارس وطرقًا ومصنعًا لحليب الصويا، وكلها ممولة من جولي. ويعمل منزلها كمقر ميداني للمؤسسة.
أصبحت جولي راعية لمؤسسة هارناس للحياة البرية بعد تصوير فيلم "ما وراء الحدود" (2003) في ناميبيا، وهي دار أيتام ومركز طبي للحيوانات البرية في صحراء كالاهاري. زارت مزرعة هارناس لأول مرة أثناء إنتاج الفيلم، الذي يعرض نسورًا تم إنقاذها بواسطة المؤسسة. في ديسمبر 2010، أسست جولي وشريكها براد بيت مؤسسة شيلوه جولي-بيت لدعم أعمال المحافظة على البيئة في محمية نانكوس للحياة البرية، وهي محمية طبيعية تقع أيضًا في كالاهاري. وقاموا بتمويل مشاريع للحفاظ على الحيوانات الكبيرة باسم ابنتهما المولودة في ناميبيا، بالإضافة إلى عيادة صحية مجانية، ومساكن، ومدرسة لمجتمع سان بوشمن في نانكوس. تدعم جولي وبيت أيضًا قضايا أخرى من خلال مؤسسة جولي-بيت، التي أُنشئت في سبتمبر 2006.

### هجرة الأطفال والتعليم
دافعت جولي عن تشريعات تهدف إلى مساعدة الأطفال المهاجرين والأطفال الضعفاء في كل من الولايات المتحدة والدول النامية، من بينها "قانون حماية الأطفال الأجانب غير المصحوبين لعام 2005". ومنذ عام 2003، مارست ضغوطات سياسية للدفاع عن المصالح الإنسانية في العاصمة الأمريكية واشنطن، موضحةً: «رغم رغبتي في عدم زيارة واشنطن أبدًا، إلا أن هذا هو السبيل لتحريك الأمور».
ومنذ أكتوبر 2008، تشارك جولي في رئاسة منظمة "الأطفال في حاجة إلى الدفاع"، وهي شبكة من أبرز مكاتب المحاماة الأمريكية تقدم مساعدة قانونية مجانية للقُصّر غير المصحوبين في قضايا الهجرة في جميع أنحاء الولايات المتحدة. تأسست هذه المنظمة من خلال تعاون بين جولي وشركة مايكروسوفت، وبحلول عام 2013 أصبحت المؤسسة المزود الرئيسي للمحامين التطوعيّين للأطفال المهاجرين. كما كانت جولي قد مولت من قبل، بين 2005 و2007، إطلاق مبادرة مماثلة من خلال اللجنة الأمريكية للاجئين والمهاجرين لإنشاء المركز الوطني للأطفال اللاجئين والمهاجرين.
كما نادت جولي بدعم تعليم الأطفال. ومنذ تأسيسها في اجتماع مبادرة كلينتون العالمية في سبتمبر 2007، تشارك جولي في رئاسة شراكة التعليم لأطفال مناطق النزاع، التي تقدم السياسات والتمويل لبرامج التعليم للأطفال في المناطق المتأثرة بالصراعات. في عامها الأول، دعمت الشراكة مشاريع تعليمية لأطفال اللاجئين العراقيين، والشباب المتضررين من صراع دارفور، والفتيات في المناطق الريفية بأفغانستان، وغيرهم من الفئات المتضررة. عملت الشراكة بشكل وثيق مع مركز التعليم العالمي التابع لمجلس العلاقات الخارجية — الذي أسسه أحد رؤساء الشراكة الاقتصادي المعروف جين سبيرلينغ — لوضع سياسات تعليمية نتج عنها توصيات مُقدمة لوكالات الأمم المتحدة، ووكالات التنمية في مجموعة الثماني، والبنك الدولي. ومنذ أبريل 2013، تذهب جميع عائدات مجموعة المجوهرات الفاخرة لجولي "ستايل أوف جولي" لدعم عمل الشراكة. كما أطلقت جولي صندوق ملالا، وهو نظام منح أنشأته الناشطة الباكستانية في مجال التعليم ملالا يوسفزاي، خلال قمة "نساء العالم" عام 2013، وساهمت شخصيًا بأكثر من 200,000 دولار لهذا الصندوق.
كما مولت جولي مدرسة ومرافق إقامة للفتيات في مخيم اللاجئين كاكومه بشمال غرب كينيا، والذي افتتح عام 2005، ومدرستين ابتدائيتين للفتيات في مستوطنيْ عودة اللاجئين تانجي وقلاي جودر في شرق أفغانستان، اللتين افتتحا في مارس 2010 ونوفمبر 2012 على التوالي. بالإضافة إلى المنشآت التي أسستها في قرية الألفية في كمبوديا، بنت جولي ما لا يقل عن عشر مدارس أخرى في البلاد حتى عام 2005. وفي فبراير 2006، افتتحت مركز مادوكس تشيفان للأطفال، وهو منشأة طبية وتعليمية للأطفال المتأثرين بفيروس نقص المناعة البشرية، في العاصمة الكمبودية بنوم بنه. وفي سيبيتا بإثيوبيا، مسقط رأس ابنتها الكبرى، تمول جولي منشأة شقيقة تدعى مركز زهرة للأطفال، تعنى بعلاج وتعليم الأطفال المصابين بفيروس نقص المناعة أو السل. ويدار كلا المركزين من قبل لجنة الصحة العالمية.
تعمل جولي كمنتجة تنفيذية لبرنامج BBC "عالمي" الذي يهدف إلى تعليم المراهقين كيفية التفكير النقدي حول ما يقرأونه وكيفية التمييز بين الصحافة الجيدة والسيئة. كما أصدرت جولي بالتعاون مع منظمة العفو الدولية كتابًا عن حقوق الأطفال بعنوان "اعرف حقوقك وطالب بها" في 2 سبتمبر 2021، وشاركت في تأليفه مع المحامية البريطانية في مجال حقوق الإنسان جيرالدين فان بورين [الإنجليزية].

### حقوق الإنسان وحقوق المرأة
بعد انضمام جولي إلى مجلس العلاقات الخارجية في يونيو 2007، استضافت ندوة حول القانون الدولي والعدالة في مقر المجلس، وموّلت عدة تقارير خاصة بالمجلس، منها تقرير بعنوان "التدخل لوقف الإبادة الجماعية والفظائع الجماعية". في يناير 2011، أسست برنامج زمالة جولي القانونية، وهو شبكة من المحامين والحقوقيين الذين تدعمهم مناصرة تطوير حقوق الإنسان في بلدانهم. وقد ساهم أعضاء هذه الزمالة في جهود حماية الأطفال في هايتي عقب زلزال 2010، كما دعموا تطوير عملية ديمقراطية شاملة في ليبيا بعد ثورة 2011.
قادَت جولي حملة ضد العنف الجنسي في مناطق النزاعات العسكرية بدعم من الحكومة البريطانية، التي جعلت القضية أولوية في رئاستها لمجموعة الثماني عام 2013. في مايو 2012، أطلقت جولي مع وزير الخارجية البريطاني ويليام هيغ مبادرة منع العنف الجنسي، مستوحاة من فيلمها الدرامي عن حرب البوسنة "في أرض الدم والعسل". تهدف المبادرة إلى تعزيز الوعي وتشجيع التعاون الدولي، وقد تحدثت جولي عن الموضوع في اجتماع وزراء الخارجية لمجموعة الثماني، حيث تبنت الدول المشاركة إعلانًا تاريخيًا، كما تحدثت أمام مجلس الأمن التابع للأمم المتحدة الذي أصدر أوسع قرار له حول القضية حتى ذلك الحين. في يونيو 2014، شاركت في رئاسة القمة العالمية الأربعينية لإنهاء العنف الجنسي في النزاعات، وهي أكبر اجتماع على الإطلاق في هذا الشأن، وأسفر عن بروتوكول تبنته 151 دولة.
من خلال عملها في هذه المبادرة، تعرفت جولي على خبراء السياسة الخارجية كلوي دالتون وأرمينكا هيليك، اللتين كانتا مستشارتين خاصتين لهيغ، وأسّسوا في 2015 شراكة تحت اسم "جولي بيت دالتون هيليك" مكرسة لحقوق النساء والعدالة الدولية وقضايا أخرى. في مايو 2016، تم تعيين جولي أستاذة زائرة في كلية لندن للاقتصاد للمساهمة في برنامج دراسات عليا في مركز المرأة والسلام والأمن، الذي أطلقته مع هيغ في العام السابق.
في فبراير 2022، زارت جولي مع ابنتها زهرة واشنطن العاصمة لتقديم مشروع قانون "إعادة تفويض مكافحة العنف ضد النساء"، وهو قانون يهدف لمنع والاستجابة للعنف المنزلي والاعتداءات الجنسية والعنف في العلاقات والملاحقة. عملت جولي عن كثب مع رعاة ومناصري القانون. كما تدافع عن "قانون كايدن"، الذي يركز على عمليات المحاكم والتدريب القضائي المستند إلى فهم الصدمات لتقليل الأضرار للأطفال. كما تدعو جولي إلى تمرير "قانون العدالة للجميع لإعادة التفويض لعام 2022"، الذي يهدف إلى تحسين حقوق ضحايا الجرائم في الحصول على الأدلة وتقارير الجهات المختصة، وتطوير العلوم الجنائية، والقضاء على تراكم عينات الاغتصاب، ومعالجة التفاوتات العرقية في الإدانات الخاطئة في النظام القضائي الجنائي الأمريكي.
في سبتمبر 2020، تبرعت جولي لطفلين صغيرين كانا يديران كشكًا لبيع عصير الليمون في لندن لجمع الأموال لشعب اليمن، الذي كان على شفير أزمة إنسانية ناجمة عن التحالف الذي تقوده السعودية والمتمردين الحوثيين. في مارس 2022، بعد شهر من الغزو الروسي لأوكرانيا، زارت جولي الأطفال الأوكرانيين في مستشفى الأطفال بالفاتيكان "بامبينو جيسو". وعلقت قائلة: "أدعو لإنهاء الحرب، فهذا هو السبيل الوحيد لإنهاء المعاناة والهروب من مناطق الصراع. من المرعب أن نرى الأطفال يدفعون الثمن بأرواح ضائعة وصحة متضررة وصدمة نفسية". وفي مايو 2022، زارت لفيف في أوكرانيا للقاء المزيد من الأطفال النازحين والمصابين.
في عام 2023، وجهت جولي انتقادات حادة لإسرائيل بسبب أعمالها العسكرية في غزة خلال حرب إسرائيل-حماس 2023. في بيان نُشر على إنستغرام، أدانت ما وصفته بـ"القصف المتعمد لسكان محاصرين" في القطاع الفلسطيني المكتظ بالسكان. واتهمت القادة العالميين بـ"التواطؤ في هذه الجرائم" بسبب صمتهم، وطالبت بوقف إنساني لإطلاق النار.

### التقدير والتكريم
تلقت جولي اعترافًا واسعًا بأعمالها الإنسانية. ففي أغسطس 2002، نالت جائزة العمل الإنساني الافتتاحية من برنامج الهجرة واللاجئين التابع لخدمة الكنيسة العالمية. وفي أكتوبر 2003، كانت أول من يحصل على جائزة "مواطن العالم" من جمعية مراسلي الأمم المتحدة. حصلت على جائزة العمل الإنساني العالمية من جمعية الأمم المتحدة الأمريكية في أكتوبر 2005، وفي نوفمبر 2007 تلقت جائزة الحرية من لجنة الإنقاذ الدولية. في أكتوبر 2011، قدّم المفوض السامي للأمم المتحدة لشؤون اللاجئين أنطونيو غوتيريش لجولي دبوسًا ذهبيًا مخصصًا لأطول الموظفين خدمة، تكريمًا لعقد من العمل كسفيرة نوايا حسنة لدى المفوضية.
وفي نوفمبر 2013، نالت جولي جائزة جان هيرشولت الإنسانية، وهي جائزة أوسكار فخرية، من مجلس حكام أكاديمية فنون وعلوم الصور المتحركة. وفي يونيو 2014، تم تعيينها كـ"سيدة فخرية" بمرتبة قائدة من رتبة القديس ميخائيل والقديس جورج تقديرًا لخدماتها في السياسة الخارجية للمملكة المتحدة ونضالها لإنهاء العنف الجنسي في مناطق الحروب. وقدمت لها الملكة إليزابيث الثانية شارة هذه الرتبة خلال مراسم خاصة في أكتوبر التالي.

## حياتها الشخصية

### علاقاتها وزواجها
كان أول زواج لأنجلينا جولي في 28 مارس 1996 من الممثل البريطاني جوني لي ميلر، وقد ظهرت خلال مراسم الزواج بزي غير تقليدي، حيث ارتدت سروالًا جلديًا أسود وقميصًا أبيض. اقتصر الحفل على والدتها وعدد من أصدقاء العريس المقربين. استمر هذا الزواج ثلاث سنوات، وانتهى بالطلاق في عام 1999. ورغم الانفصال، صرحت جولي لاحقًا: «لدي ذكريات جميلة مع ميلر، ونحن الآن أصدقاء مقربون».
في عام 1999، وخلال تصوير فيلم Pushing Tin، التقت جولي بالممثل بيلي بوب ثورنتون وتزوجته لاحقًا، وقد أثار هذا الزواج اهتمامًا إعلاميًا واسعًا بسبب طبيعته المثيرة للجدل. اشتهر الزوجان بتصريحاتهما الجريئة التي حملت طابعًا جنسيًا صريحًا، كما ارتديا قلائد تحتوي على عينات من دمائهما. وعندما سُئلت أنجلينا عن سبب ارتدائها لقلادة تحمل دم زوجها، أجابت لصحيفة The Boston Globe: «يرى البعض أن المجوهرات هي أجمل ما يمكن ارتداؤه، أما بالنسبة لي، فدم زوجي هو الأجمل».
صرح ثورنتون خلال زواجهما قائلاً: «لو لم أكن على علاقة بأنجلينا، لما فكرت يومًا أني قادر على فعل أشياء كثيرة. إنها تجعلني أشعر بأنني أمتلك امرأة». لكن هذا الزواج لم يدم طويلًا، إذ انفصلا رسميًا في عام 2003. وقد أرجع ثورنتون سبب انتهاء العلاقة إلى اختلاف نمط حياتهما، قائلًا: «بينما كانت أنجلينا ترغب في إنقاذ العالم، كنت أفضل مشاهدة التلفاز»، وأضاف أن جولي كانت تميل إلى مشاهدة برامج الأطفال مثل "تيليتابيز"، في الوقت الذي كان من المفترض أن تسافر فيه للعمل. ونفى الادعاءات التي تحدثت عن خيانته لها، مؤكدًا: «لم أخن أنجلينا مطلقًا. كانت علاقتنا رائعة، وكنا عاشقين طوال فترة زواجنا، لكننا كنا نختلف في نظرتنا إلى الحياة».
وعن ميولها الجنسية، صرّحت جولي في مقابلات لاحقة بأنها لا تخجل من الاعتراف بازدواجية ميولها، مؤكدة أنها كانت على علاقة سابقة مع عارضة الأزياء جيني شيميزو، التي شاركتها في فيلم Foxfire. وقالت: «لو لم أكن متزوجة آنذاك، لكان من المحتمل أن أتزوجها. لقد وقعت في حبها من اللحظة الأولى التي رأيتها فيها». كما صرّحت أنها تجد متعة جنسية في العلاقات مع النساء.
في عام 2004، وأثناء تصوير فيلم Mr. & Mrs. Smith، تعرفت جولي بشكل أعمق على براد بيت، وقد بدأت الشائعات تحيط بعلاقتهما، خصوصًا بعد ادعاء زوجته آنذاك، جينيفر أنيستون، أن بيت على علاقة بجولي. ورغم نفي جولي القاطع لذلك، مشيرة إلى أنها لا يمكن أن تكون سببًا في تدمير زواج، خاصة وأن والدتها عانت من خيانة والدها، فقد أكدت أنها رفضت التقرب من بيت عدة مرات أثناء التصوير رغم انجذابها له، ولم تبدأ العلاقة معه إلا بعد طلاقه من أنيستون.
في عام 2005، تم الطلاق بين بيت وأنيستون، وبعد أشهر قليلة ظهر براد بيت وأنجلينا جولي معًا في العلن، مؤكدين علاقتهما للصحافة. وفي نفس العام، تبنّت جولي فتاة إثيوبية لاجئة تُدعى زاهرا.
في 23 أغسطس 2014، تزوجت أنجلينا جولي من براد بيت في حفل خاص أقيم في قصر ميرفال بفرنسا، بعد علاقة استمرت تسع سنوات بحضور عدد محدود من الأصدقاء وأفراد العائلة داخل كنيسة صغيرة داخل القصر. وكان لأطفالهما دور بارز في مراسم الزفاف؛ حيث سارت جولي في الممر برفقة ولديها مادوكس وباكس، بينما ألقت زاهرا وفيفيان الزهور، وحمل شيلوه ونوكس خواتم الزفاف.
لكن هذه العلاقة انتهت بالطلاق رسميًا في عام 2016.

### أولادها
لدى أنجلينا سبعة أولاد منهم أربعة أولاد بالتبني. ويعتبر مادوكس تشيفن أول أولاد أنجلينا، وهو من كمبوديا وقد تبنته أنجلينا في 10 مارس 2002، وقد كان عمره وقتها سبعة أشهر، وقد ولد في 8 مايو 2001. وكان يعيش في إحدى دور رعاية الأيتام في باتامبانج، وقدمت أنجلينا على طلب لتبني هذا الطفل بعد زيارتها لكمبوديا في عام 2001، وأثناء عملها في المفوضية العليا للأمم المتحدة لشؤون اللاجئين، وتصويرها سلسلة لتومب رايدر . وحصلت على قرار التبني بعد طلاقها من بيلي بوب ثورنتون. وقد حصلت أنجلينا على اهتمام بالغ من الإعلام بعد تبنيها لهذا الطفل، وظهرت هي أيضاً في الإعلام وأعطت المعلومات حول الطفل وموضوع تبنيه. وقالت أنجلينا عن مادوكس في صحيفة هاربر بازار «أنا لا أؤمن بالقدر، ولكن في اللحظة التي رأيت فيها مادوكس وُلِد في داخلي إحساس غريب، وفي تلك اللحظة علمت أني سأكون أمه».
وتعتبر زهرا مارلي ابنة أنجلينا الثانية بالتبني، وهي أثيوبية ولدت في 8 يناير 2005، وقد سمتها أمها عند ولادتها Yemsrach، ولكن اسمها القانوني عند وضعها في دار للأيتام  تينا آدم . وقد تبنتها أنجلينا من ملجأ آفاق واسعة للأطفال  الموجود في أديس أبابا، وبعد عودة زهرا مع أنجلينا إلى الولايات المتحدة تم وضعها على الفور المستشفي بسبب العطش وسوء التغذية، وفي عام 2007 ظهرت والدة زهرا الحقيقية في الإعلام، وتُدعى  Mentewabe Dawit، ولاتزال على قيد الحياة، وقد أرادت أن تأخذ ابنتها مرة أخرى ولكنها لم تستطع. وقالت أنجلينا أنها أخذت هذا القرار بمشاركة زوجها براد بيت. وفي 16 يناير 2006، حصلت أنجلينا على قرار رسمي من محكمة في كاليفورنيا بتغير اسم زهرا ليصبح جولي بيت . ولدت أنجلينا أول أولادها شايلوه نووفل في 27 مايو 2006، في عملية ولادة قيصرية في ناميبيا. وقال بيت أن ابنتها شايلوه ستحصل على جنسية ناميبيا. ورجحت أنجلينا أن تبيع صور ابنتها، وبلغت إيرادات مبيعات الصور في مجلة الناس  حوالي 4.1 مليون دولار أمريكي، بينما بلغت إيرادات مجلة مرحبا  3.5 مليون دولار أمريكي. كل هذه الملاين من الدولارات أعطتها أنجلينا لدار رعاية أيتام زهرا. وبعد شهرين من ولادة شايلوه تم صُنع هيكل من الشمع لها في متحف مدام توسو في نيويورك. وكان أول هيكل من الشمع لطفل.
تبنت أنجلينا ولدها الثالث باكس ثين من فيتنام، وهو في الثالثة من عمره، وقد ولد في 29 نوفمبر 2003. وقد تم تركه في مستشفى محلية، ولم يكن اسمه الأصلى باكس، بل كان اسمه  فام كوانج سانج. وقد تبنته أنجلينا من ملجأ أيتام تام بنه في مدينة هو تشي منه. وقالت أنجلينا أن اسم باكس تم اقتراحه من قبل والدته قبل وفاتها. أنجبت أنجلينا توأماً أحدهما ولد، والأخرى فتاة في مدينة نيس في فرنسا في 12 يوليو 2008. وقد أطلقت على الفتاة اسم فيفيان ماركلاين، أما الولد فأطلقت عليه اسم نوكس ليون . وقد حققت صور التوأم إيرادات بلغت 14 مليون دولار أمريكي. وهي أعلى نسبة مبيعات لصور مشهورين إلى وقتنا هذا. وتبرعت أنجلينا بهذ المبلغ لدار رعاية أيتام زهرا.
أرادت أنجلينا لأطفالها أن يكونوا على دراية بما حدث في دولهم الأصلية وما حدث في دول أبائهم وأمهاتهم الأصليين، بالإضافة إلى إرسالهم إلى دولهم لمعرفة خصائصها الطبيعية. وتسعى أنجلينا أيضاً إلى تعليم أبنائها جميع الأديان لتكون لهم الحرية فيما بعد في اختيار الدين الذي يفضلونه. بالإضافة إلى تعليم أبنائها اللغة الفرنسية.
كما تبنت أنجيلينا طفلها السابع والذي يدعى موسى من مخيم اللاجئين السورين في تركيا، حيث تعلقت أنجلينا جولي بموسى منذ اللحظة الأولى التي رأته فيها، حيث هرعت إليه لاحتضانه طويلاً بشكل أثّر في جميع الحاضرين، ثم أبقته إلى جوارها طوال فترة بقائها في المخيم. موسى سيكون الطفل السابع في عائلة أنجلينا وبراد، إلى جانب أطفالهما الستة الآخرين. وقد حصلت أنجلينا على رعاية الطفل بعد ما توفي والده في الحرب الدائرة في سوريا.

### جنسيتها الكمبودية
في عام 2004، عرض رئيس الوزراء الكمبودي آنذاك هون سين على أنجلينا جولي الجنسية الكمبودية تقديرًا لجهودها الإنسانية في البلاد. وتحمل كمبوديا مكانة خاصة لدى جولي، إذ إنها مسقط رأس ابنها المتبنى، مادوكس تشيفان. وفي عام 2005، اكتملت إجراءات الحصول على الجنسية عندما منحها الملك نورودوم سيهاموني الجنسية الكمبودية بموجب مرسوم ملكي.

### علاج وقائي من السرطان
في 16 فبراير 2013، وخلال سن 37 عامًا، خضعت أنجلينا جولي لعملية استئصال وقائي مزدوج للثدي، بعد أن علمت أن احتمال إصابتها بسرطان الثدي يبلغ 87% نتيجة وجود خلل في جين BRCA1. وقد استدعى التاريخ العائلي في جهة والدتها إجراء فحص جيني للكشف عن طفرات جينات BRCA، إذ إن والدتها كانت قد أُصيبت بسرطان الثدي وتوفيت جرّاء سرطان المبيض، في حين توفيت جدتها بسبب سرطان المبيض أيضًا. كما توفيت خالتها، التي كانت تحمل الخلل الجيني نفسه، بسبب سرطان الثدي بعد ثلاثة أشهر من خضوع جولي للعملية.
بعد الجراحة، التي خفّضت من احتمال إصابتها بسرطان الثدي إلى أقل من 5%، خضعت جولي لجراحة ترميمية شملت زراعة حشوات وزرع أنسجة من متبرعين. وبعد عامين، في مارس 2015، أظهرت نتائج الفحوصات السنوية علامات مبكرة لاحتمال وجود سرطان المبيض، ما دفعها إلى الخضوع لعملية وقائية لاستئصال المبيض وقناة فالوب، نظرًا لكون خطر إصابتها بسرطان المبيض يبلغ 50% بسبب الطفرة الجينية ذاتها. وعلى الرغم من خضوعها لعلاج هرموني تعويضي، أدّت الجراحة إلى دخولها سن اليأس المبكر.
وبعد كل عملية، تحدّثت جولي عن تجربتها في مقالات رأي نُشرت في صحيفة نيويورك تايمز، بهدف مساعدة النساء الأخريات على اتخاذ قرارات صحية مدروسة. وقد سردت في تلك المقالات تفاصيل تشخيصها وعملياتها وتجاربها الشخصية، ووصفت قرارها بالخضوع لجراحات وقائية بأنه خطوة استباقية اتخذتها من أجل أطفالها الستة. وكتبت أيضًا: «على الصعيد الشخصي، لا أشعر بأنني أقل أنوثة. بل أشعر بالقوة لأنني اتخذت قرارًا حاسمًا لا ينتقص من أنوثتي بأي شكل.»
أثار إعلان جولي عن استئصالها الثديين ضجة إعلامية واسعة ونقاشًا عالميًا حول طفرات جينات BRCA والفحوصات الجينية. وقد حظي قرارها بإشادة من شخصيات عامة عدة، كما رحّب نشطاء صحيون بمساهمتها في رفع الوعي بالخيارات المتاحة للنساء المعرضات للخطر. وقد أطلقت مجلة Time على تأثيرها لقب «تأثير أنجلينا» في قصة غلاف لها، إذ أدّى إعلانها إلى زيادة عالمية وطويلة الأمد في طلبات فحص جينات BRCA، فقد تضاعف عدد الإحالات للفحص في المملكة المتحدة وأجزاء من كندا والهند، وتضاعف ثلاث مرات في أستراليا، وارتفع بدرجة ملحوظة في عدد من الدول الأوروبية والولايات المتحدة. ووجد باحثون في كندا والمملكة المتحدة أنه رغم الزيادة الكبيرة في عدد من أجروا الفحص، فإن نسبة حاملي الطفرات بقيت على حالها، ما يعني أن رسالة جولي وصلت بالفعل إلى الأشخاص الأكثر عرضة للخطر.
وفي مقالها الأول، دعت جولي إلى إتاحة الفحوصات الجينية الخاصة بجين BRCA على نطاق أوسع، مشيرةً إلى ارتفاع تكلفتها، وهي التكلفة التي انخفضت بشكل كبير بعد قرار للمحكمة العليا الأمريكية في عام 2013 قضى ببطلان براءات اختراع جينات BRCA التي كانت تحتكرها شركة Myriad Genetics.

## الاستقبال

### الصورة العامة
ظهرت أنجلينا جولي في وسائل الإعلام منذ سن مبكرة بصفتها ابنة الممثل جون فويت. وفي بدايات مسيرتها الفنية، اكتسبت سمعة بأنها "فتاة جامحة"، وهي صورة ساهمت في نجاحها خلال أواخر التسعينيات وأوائل الألفية الجديدة. كانت ملفات المشاهير تسلط الضوء بانتظام على افتتانها بالدم والسكاكين، وتجاربها مع المخدرات، وحياتها الجنسية، لا سيما ازدواجيتها الجنسية واهتمامها بالـ سادومازوشية.
في عام 2000، عندما سُئلت عن صراحتها، قالت: "أقول أشياء قد يمر بها الآخرون. هذا ما يجب أن يفعله الفنانون — أن يطرحوا الأمور على الطاولة، دون أن يكونوا مثاليين أو يملكوا أجوبة لكل شيء، وأن يروا إن كان الآخرون يفهمون."
ومن العوامل التي ساهمت في صورتها المثيرة للجدل، الشائعات الصحفية حول زنا المحارم، والتي ظهرت عندما قبّلت جولي شقيقها جيمس هافن على الشفاه أثناء فوزها بجائزة الأوسكار عن فيلم فتاة، قُطعت، وقالت: "أنا واقعة في حب أخي الآن."
وقد نفت جولي هذه الشائعات، قائلة: "كان من المخيب للآمال أن يتحول شيء جميل ونقي إلى عرض سيرك"، موضحةً أن كونها وشقيقها أبناء لوالدين مطلقين جعلهما يعتمدان على بعضهما البعض للحصول على الدعم العاطفي.
بدأت صورة جولي تتحسن بشكل ملحوظ عندما أصبحت، في سن السادسة والعشرين، سفيرة للنوايا الحسنة للمفوضية السامية للأمم المتحدة لشؤون اللاجئين، وصرحت لاحقًا:
"في أوائل العشرينات من عمري كنت أقاتل نفسي، أما الآن، فأُحمل تلك الفتاة المتمردة في داخلي إلى واشنطن لأقاتل من أجل شيء مهم."
بفضل نشاطها الإنساني الواسع، ارتفع مؤشر شعبيتها "Q Score" (وهو مقياس تستخدمه صناعة التسويق لقياس مدى شعبية المشاهير) من 13 إلى 25 بين عامي 2000 و2006. وبحلول عام 2006، كانت 81% من الأمريكيين يعرفونها، مقارنة بـ 31% فقط في عام 2000. وقد أُعجب الكثيرون بقدرتها على تشكيل صورتها العامة إيجابيًا من خلال الإعلام، من دون الاستعانة بمدير أعمال أو وكيل دعاية.
وظلت شعبيتها قوية حتى في عام 2005، عندما اتُهمت بأنها السبب في انفصال براد بيت عن جنيفر أنيستون، إذ أصبحت صورتها العامة مزيجًا غير متوقع من المرأة التي تهدم البيوت، والأم، ورمز الإغراء، والناشطة الإنسانية. وفي استطلاعات رأي عالمية أجرتها مؤسسة YouGov، كانت أنجلينا جولي أكثر النساء إعجابًا في العالم عامي 2015 و2016.
وقد تم توثيق تأثير جولي الواسع وثروتها بشكل كبير. ففي دراسة أجرتها شركة ACNielsen عام 2006 في 42 سوقًا عالميًا، كانت جولي، مع براد بيت، الوجه الإعلاني المفضل عالميًا للعلامات التجارية والمنتجات. مثلت جولي علامات تجارية كبرى مثل St. John وShiseido بين عامي 2006 و2008، وفي وقت لاحق أصبحت الوجه الإعلاني لعطر Guerlain. أما صفقتها مع لويس فيتون عام 2011، والتي بلغت قيمتها 10 ملايين دولار، فكانت رقمًا قياسيًا لحملة إعلانية فردية.
كما أدرجتها مجلة تايمز ضمن قائمة "الأكثر تأثيرًا في العالم" عامي 2006 و2008، وصنّفتها مجلة فوربس في عام 2009 على أنها أقوى مشاهير العالم. وعلى الرغم من تراجع ترتيبها العام لاحقًا، فقد صنّفتها فوربس كـ أقوى ممثلة بين عامي 2006 و2008، ومرة أخرى بين 2011 و2013. كما أدرجتها المجلة كـ أعلى ممثلة أجرًا في هوليوود في الأعوام 2009 و2011 و2013، إذ قُدرت أرباحها السنوية بـ 27 مليون، 30 مليون، و33 مليون دولار على التوالي.

### المظهر
ترتبط الصورة العامة لأنجلينا جولي ارتباطًا وثيقًا بجمالها اللافت وجاذبيتها الجنسية. فقد وصفتها العديد من وسائل الإعلام مثل Vogue وPeople وVanity Fair بأنها "أجمل امرأة في العالم"، بينما اختارتها مجلات أخرى مثل Esquire وFHM وEmpire كـ"أكثر امرأة إثارة على قيد الحياة" — وهي ألقاب غالبًا ما استندت إلى استطلاعات رأي جماهيرية احتلت فيها جولي الصدارة مقارنة بمشاهير نساء أخريات.
من أبرز ملامحها الجسدية التي تعرف بها: الوشوم العديدة، العينان، وبشكل خاص الشفاه الممتلئة، التي وصفتها صحيفة The New York Times بأنها سِمة مميزة تعادل في شهرتها ذقن كيرك دوغلاس أو عيني بيت ديفيس.
من بين وشومها العشرين تقريبًا، نذكر: المثل اللاتيني quod me nutrit me destruit ("ما يغذيني يدمّرني")، واقتباس "دعاء للمتمردين في القفص" (من مسرحية Stairs to the Roof لتينيسي ويليامز)، وأربع صلوات بوذية باللغة السنسكريتية للحماية، ونمر يبلغ طوله 12 إنشًا، وإحداثيات المواقع الجغرافية التي التقت فيها بأطفالها بالتبني لأول مرة. ومع مرور الوقت، قامت بإزالة أو تغطية عدد من هذه الوشوم، من بينها اسم زوجها السابق "بيلي بوب".
على الصعيد المهني، اعتُبر وضع جولي كرمز للإغراء الجنسي سيفًا ذا حدين. فقد اعتمدت بعض أفلامها الناجحة تجاريًا — مثل لارا كروفت: تومب رايدر (2001) وبيوولف (2007) — جزئيًا على جاذبيتها الجنسية. وذكرت Empire أن "قوامها الملفت، وعيناها الشبيهتان بعيني القطط، وشفاهها الممتلئة" ساهمت بشكل كبير في جذب الجمهور.
في المقابل، رأى الكاتب آلن بارا في Salon أن جاذبيتها "القاتمة والمكثفة" حدّت من تنوع أدوارها، وجعلتها غير مقنعة في أدوار نسائية تقليدية. أما المخرج كلينت إيستوود، الذي أخرج أداءها المرشح للأوسكار في Changeling (2008)، فقال إن امتلاكها "لأجمل وجه على الكوكب" أحيانًا كان يضعف مصداقيتها كممثلة درامية في نظر الجمهور.
ويُنسب لمظهر جولي تأثير كبير على الثقافة الشعبية المعاصرة. ففي عام 2002، لاحظت سارة وورن، مؤسسة موقع AfterEllen، أن العديد من النساء من مختلف التوجهات الجنسية أعربن علنًا عن إعجابهن بجولي، واعتبرت ذلك ظاهرة جديدة في الثقافة الأمريكية، مضيفة: "هناك العديد من النساء الجميلات في هوليوود، وقلة فقط يُثرن هذا النوع من الاهتمام العارم بين جميع الأجناس والتوجهات كما تفعل هي".
بحلول عام 2007، أصبحت جولي تُعتبر "المعيار الذهبي للجمال"، وتحديدًا شفاهها الممتلئة، التي ظلت أكثر ملامح المشاهير تقليدًا في عمليات التجميل حتى منتصف العقد التالي. وفي استطلاع أجرته مجلة Allure عام 2011، اعتُبرت جولي الأكثر تمثيلًا لمفهوم الجمال الأمريكي، مقارنةً بالعارضة كريستي برينكلي التي كانت تمثل هذا المفهوم في عام 1991. وقد رأت الكاتبة إليزابيث أنجيل في هذا التحول دليلاً على أن المجتمع الأمريكي "تجاوز نموذج الدمية باربي، وبدأ يتبنى معايير مختلفة تمامًا". أما جيفري كلوجر من مجلة Time، فقد أشار عام 2013 إلى أن جولي تمثل على مدى سنوات "النموذج المثالي للأنوثة"، معتبراً أن إعلانها العلني عن استئصال ثدييها المزدوج أعاد تعريف مفهوم الجمال.
تُعد جولي أيضًا رمزًا للموضة ومُلهمة لأساليب الأزياء بين المشاهير. بدأت بالظهور على السجادة الحمراء منذ سن العاشرة. وفي التسعينيات، نشأت علاقة شراكة متينة بينها وبين دار Versace. في بدايات مسيرتها السينمائية، كانت ترتدي أنماطًا قوطية من الجلد والمظهر "المغر الطفولي"، ما منحها صورة درامية غامضة وجذابة. وقد عُدّ فستانها المرصع بالخرز من تصميم راندولف ديوك في حفل الكرة الذهبية عام 1999 بمثابة انطلاقتها الرسمية في عالم الموضة.
وفي حفل الأوسكار الـ76، ارتدت فستانًا أبيض ساتان من تصميم مارك بوير حاز على إشادة واسعة، وقورِن بأسلوب نجمات السينما الكلاسيكية.
مع تحوّلها نحو الإخراج والعمل الإنساني، أصبحت إطلالاتها أكثر أناقة وبساطة، تتماشى مع نمط "هوليوود الكلاسيكية". وخلال العقد الثاني من القرن الحادي والعشرين، ارتدت جولي فساتين ساتان، ومجوهرات ألماسية، وقصات مستوحاة من اليونان القديمة. وقد حضرت حفل الأوسكار الرابع والثمانين بفستان أسود من Versace وُصف بأنه من أهم الفساتين في تاريخ الموضة والثقافة الشعبية، كما أصبحت وقفتها الشهيرة في ذلك الحفل مادة ساخرة عبر الإنترنت تحولت إلى ميم واسع الانتشار. وفي العقد الثالث من القرن، تبنت جولي توجهًا نحو الموضة المستدامة.

## الاعتمادات السينمائية والأوسمة
ظهرت أنجلينا جولي في أكثر من ثلاثين عملًا سينمائيًا منذ بدايتها في عام 1982. وتُعد بعض أفلامها من بين أنجح أعمالها على الصعيدين النقدي والتجاري، كما تشير مواقع مثل Rotten Tomatoes وScreen Rant. من بين هذه الأعمال فيلم اللعب من القلب (1998)، واختفى في ستين ثانية (2000)، ولارا كروفت: تومب رايدر (2001)، وتكملته لارا كروفت: مهد الحياة (2003). كما شاركت في أفلام ذات طابع مغامراتي أو تاريخي مثل القائد سكاي وعالم الغد (2004) والإسكندر في العام نفسه. وفي عام 2005، حقق فيلم السيد والسيدة سميث شهرة عالمية، يليه بيوولف وقلب عظيم في 2007. ثم قدمت أداءً دراميًا لافتًا في الطفل المفقود (2008)، وشاركت بالأداء الصوتي في فيلم الرسوم المتحركة الشهير كونغ فو باندا. واستمرت نجاحاتها في أفلام الحركة والإثارة مثل مطلوب (2008)، وملح (2010)، والسائح (2010)، وصولًا إلى أدوراها في أفلام الفنتازيا مثل ماليفسنت (2014) وماليفسنت: عشيقة الشر (2019).
على صعيد التلفزيون، شاركت جولي في عدد من المشاريع البارزة، من بينها المسلسل القصير نساء حقيقيات الذي عُرض عام 1997، بالإضافة إلى الفيلم التلفزيوني جورج والاس في العام نفسه، ثم جيا عام 1998، الذي جسدت فيه شخصية عارضة الأزياء الأمريكية جيا كارنجي، وهو دور اعتُبر من أبرز محطات انطلاقتها الفنية.
دخلت جولي مجال الإخراج في العقد الثاني من القرن الحادي والعشرين، وأخرجت مجموعة من الأفلام التي تناولت موضوعات إنسانية وتاريخية. بدأت هذه المرحلة بفيلم في أرض الدم والعسل (2011) الذي دارت أحداثه حول الحرب في البوسنة، ثم فيلم غير منكسر (2014) المستند إلى قصة حقيقية عن معاناة جندي أمريكي في الحرب العالمية الثانية. تبع ذلك فيلم عند البحر (2015)، الذي كتبته وأخرجته ولعبت فيه دور البطولة إلى جانب زوجها آنذاك براد بيت. وفي عام 2017، أخرجت فيلم أولئك الذين قتلوا والدي أولًا الذي تناول مأساة الإبادة الجماعية في كمبوديا. أما أحدث أعمالها الإخراجية فكان بدون دم، الذي صدر في عام 2024.

حصلت أنجلينا جولي خلال مسيرتها على العديد من الجوائز المرموقة. فازت بجائزة الأوسكار لأفضل ممثلة في دور مساعد عن فيلم فتاة، قُطعت (Girl, Interrupted)، كما نالت ثلاث جوائز غولدن غلوب، وجائزتين من نقابة ممثلي الشاشة، بالإضافة إلى جائزة توني. وقد رُشحت أيضًا لجائزتي بافتا البريطانية، واثنتين من جوائز إيمي برايم تايم. وفي عام 2013، كرّمتها أكاديمية فنون وعلوم الصور المتحركة بمنحها جائزة جان هيرشولت الإنسانية، تقديرًا لجهودها في مجال العمل الإنساني على مستوى العالم.

## أفلامها

### أفلامها كممثلة
| السنة | الفيلم                            | الدور              | الملاحظات                                            |
| ----- | --------------------------------- | ------------------ | ---------------------------------------------------- |
| 1982  | الأستعداد للخروج                  | توش                |                                                      |
| 1993  | سايبورغ 2                         | كاسيلا كاش         |                                                      |
| 1995  | بدون أدلة                         | جودي سويرنجن       |                                                      |
| 1995  | الهارز                            | كيت ليبي           |                                                      |
| 1996  | Mojave Moon                       | ايلي رغبي          |                                                      |
| 1996  | Love Is All There Is              | جينا               |                                                      |
| 1996  | فوكس فاير                         | مارغريت            |                                                      |
| 1997  | المرأة الحقيقية                   | جورجيا فرجينياوودز | فيلم تليفزيوني                                       |
| 1997  | جورج والاس                        | كورنيليا والاس     | فيلم تليفزيوني                                       |
| 1997  | Playing God                       | كليرا              |                                                      |
| 1998  | جيا                               | غيا جارنجي         | فيلم تليفزيوني                                       |
| 1998  | مطبخ الجحيم                       | جلوريا             |                                                      |
| 1998  | اللعب عن ظهر قلب                  | جونا               |                                                      |
| 1998  | بوشينج تين                        | ماري بيل           |                                                      |
| 1999  | جامع العظام                       | امليا              |                                                      |
| 1999  | فتاة توقف                         | ليزا رو            |                                                      |
| 2000  | رحل في ستين ثانية                 | سارا               |                                                      |
| 2001  | لارا كروفت: تومب رايدر            | لارا كروفت         |                                                      |
| 2001  | أوريجينال ساين                    | جوليا راسيل        |                                                      |
| 2002  | حياة أو شيء ما مثلها              | ليان كريجان        |                                                      |
| 2003  | لارا كروفت تومب رايدر: مهد الحياة | لارا كروفت         |                                                      |
| 2003  | خارج الحدود                       | سارا جوردن         |                                                      |
| 2004  | صائد الأحياء                      | ليانا سكوت         |                                                      |
| 2004  | إشاعة القرش                       | لولا               | دور صوتي                                             |
| 2004  | كابتن السماء وعالم الغد           | فرانشيسكا          |                                                      |
| 2004  | The Fever                         | Revolutionary      | فيلم تليفزيوني. حصلت أنجلينا على دور صغير في الفيلم. |
| 2004  | الإسكندر                          | أوليمبياس          |                                                      |
| 2005  | السيد والسيدة سميث                | جينا سميت          |                                                      |
| 2006  | الراعي الصالح                     | مارغريت راسيل      |                                                      |
| 2007  | القلب الكبير                      | ماريان بيرل        |                                                      |
| 2007  | بياولف                            | أم جراندل          |                                                      |
| 2008  | كونغ فو باندا                     | السيدة نمره        | دور صوتي                                             |
| 2008  | مطلوب                             | فوكس               |                                                      |
| 2008  | استبدال                           | كريستينا كولينز    |                                                      |
| 2010  | سولت                              | إيفلين سولت        |                                                      |
| 2010  | السائح                            | إليز كليفتون الورد |                                                      |
| 2011  | كونغ فو باندا 2                   | السيدة نمره        | دور صوتي                                             |
| 2014  | ملافسينت                          | ملافسينت           |                                                      |
| 2015  | كونغ فو باندا 3                   | السيدة نمره        | دور صوتي                                             |
| 2019  | Malifacent: misteriss of evil     | ماليفسنت           |                                                      |

### أفلامها كمنتجة
| الفيلم             | السنة | ملاحظات                |
| ------------------ | ----- | ---------------------- |
| مكان في الزمان     | 2007  | وثائقي                 |
| في أرض الدم والعسل | 2011  | كاتبه سيناريست الفيلم. |
| غير مكسور          | 2014  | في مرحلة الأنتاج       |

## مساهمتها الإنسانية
- منحت مليون دولار لأحد معسكرات اللجوء الأفغاني في باكستان
- مليون دولار لمنظمة أطباء بلا حدود.
- مليون دولار لمنظمة الطفل العالمي.
- مليون دولار لمنظمة غلوبال إيدز أليانس.
- مليون دولار لمنكوبي دارفور.
- 5 ملايين دولار لأطفال كمبوديا.
- 100 ألف دولار لمؤسسة دانيال بيرل
- قامت بتقديم المساعدات الإنسانية للمتضررين السوريين في مخيم الزعتري في الأردن عام 2012
- وستنشئ قريبا عيادة طبية لمكافحة الإيدز في أثيوبيا. وفي زيارتها الثالثة إلى العراق قدمت دعما مادياً ومعنوياً لمئات الآلاف من اللاجئين العراقيين داخل وخارج العراق. يقال أن حوالي 20 مليون دولار (عدا الأطعمة والأدوية وغيرها) هي إجمالي ما تبرعت به خلال ثماني سنوات. وتنفق سفيرة الأمم المتحدة لشؤون اللاجئين على زياراتها التفقدية من جيبها الخاص. زارت مخيمات اللاجئين بلبنان. واللاجئين الصوماليين بكينيا. وزارت أفغانستان. الصومال. باكستان. دارفور. سلفادور. تنزانيا. سيراليون وغيرها بشاحنات محملة بملايين الدولارات وبمختلف أنواع الأغذية والأدوية والأطعمة

## جوائز وترشيحات
| السنة | الجائزة                                       | الفئة                        | الفيلم                  | النتيجة    |
| ----- | --------------------------------------------- | ---------------------------- | ----------------------- | ---------- |
| 1998  | جائزة إيمي                                    | أفضل ممثلة مساعدة            | جورج والاس              | تم ترشيحها |
| 1998  | جائزة غولدن غلوب                              | أفضل ممثلة مساعدة            | جورج والاس              | فازت       |
| 1998  | جائزة المجلس الوطني للاستعراض                 | أحسن أداء ممثلة              | اللعب عن ظهر قلب        | فازت       |
| 1998  | جائزة إيمي                                    | أفضل ممثلة                   | جيا                     | فازت       |
| 1999  | جائزة غولدن غلوب                              | أفضل ممثلة                   | جيا                     | فازت       |
| 1999  | جائزة نقابة ممثلي الشاشة                      | أفضل ممثلة                   | جيا                     | فازت       |
| 2000  | جائزة غولدن غلوب                              | أفضل ممثلة مساعدة في السينما | فتاة توقف               | فازت       |
| 2000  | جائزة نقابة ممثلي الشاشة                      | أفضل ممثلة مساعدة في السينما | فتاة توقف               | فازت       |
| 2000  | جائزة الأوسكار                                | أفضل ممثلة مساعدة            | فتاة توقف               | فازت       |
| 2004  | جوائز بيبول تشويس                             | أفضل ممثلة أكشن محبوبة       | كابتن السماء وعالم الغد | فازت       |
| 2008  | جائزة غولدن غلوب                              | أفضل ممثلة درامية            | القلب الكبير            | تم ترشيحها |
| 2008  | جائزة نقابة ممثلي الشاشة                      | أفضل ممثلة في السينما        | القلب الكبير            | تم ترشيحها |
| 2009  | جائزة غولدن غلوب                              | أفضل ممثلة درامية            | استبدال                 | تم ترشيحها |
| 2009  | الأكاديمية البريطانية لفنون الفيلم والتلفزيون | أفضل ممثلة في السينما        | استبدال                 | تم ترشيحها |
| 2009  |                                               | أفضل ممثلة                   | استبدال                 | تم ترشيحها |
| 2009  | جائزة الأوسكار                                | أفضل ممثلة                   | استبدال                 | تم ترشيحها |

(المصدر: IMDb.com)

## روابط خارجية
- أنجلينا جولي على موقع IMDb (الإنجليزية)
- أنجلينا جولي على موقع ميتاكريتيك (الإنجليزية)
- أنجلينا جولي على موقع الموسوعة البريطانية (الإنجليزية)
- أنجلينا جولي على موقع روتن توميتوز (الإنجليزية)
- أنجلينا جولي على موقع مونزينجر (الألمانية)
- أنجلينا جولي على موقع قاعدة بيانات الأفلام العربية
- أنجلينا جولي على موقع ألو سيني (الفرنسية)
- أنجلينا جولي على موقع ميوزك برينز (الإنجليزية)
- أنجلينا جولي على موقع تيرنر كلاسيك موفيز (الإنجليزية)
- أنجلينا جولي على موقع أول موفي (الإنجليزية)